# Черняев, Христо
Хри́сто Черня́ев (болг. Христо Черняев, настоящее имя Христо Иванов Бонев, 3 февраля 1930, Варна, Третье Болгарское царство — 8 января 2021) — болгарский поэт и эссеист.

## Биография
Настоящее имя Христо Черняева — Христо Бонев. Он родился в семье железнодорожного рабочего.
Юность провёл в Борово Русенской области. Учился в городах Бяла и в Русе, в 1949 году окончил гимназию в Русе.
В начале 1949 года в Русе был создан литературный клуб имени Николы Вапцарова, в который вошли молодые художники Атанас Ценев, Василь Чанков, Виолета Консулова, Друми Драмников, Николай Желев, Петар Алипиев, Стефан Епитропов, Христо Бонев и другие. Сборники «вапцаровцев» пользовались уважением и у более зрелых поэтов и писателей-фантастов, таких как Ангел Сталев, Величко Сливопольский, Димитр Вятовский, Энчо Топалов, Кунка Христова, Стойчо Нейков, Тодор Матеев. Христо Бонев был избран председателем клуба. Вскоре после этого имена молодых поэтов стали появляться на страницах журналов и газет Русе и Софии. Чуть раньше, в 1946 году, сам Христо Бонев опубликовал свое первое стихотворение «Орах» в редактируемом Александром Муратовым журнале «Кооперативный товарищ». Несколько следующих лет он публиковался под именем Христо Христов, но… обнаружил тёзку-студента, который являлся активным сотрудником газеты «Борьба с туберкулёзом» (совместно с главным редактором Николаем Хрелковым), что создавало неудобства для обоих. После разговора однофамилец выбрал Христо Радювенски в качестве своего литературного псевдонима, но вскоре вернулся к своему настоящему имени, объяснив младшему литературному коллеге, что Христо Радювенски звучит близко к Христо Радевски.
«Я остался без литературного имени, но ещё не поздно было создать новое имя, пусть и вымышленное… В моей голове пронеслись тысячи имён и они мне все равно не нравились. Я прислушивался к именам окружающих меня людей, ходил по улицам Русе и смотрел на вывески мастеров и т. д. Я искал не красивое имя, а такое, которое бы мне понравилось. Полгода ещё было в голове — идея-фикс», — вспоминал поэт десятилетия спустя.
И вот однажды весенним днем на двери дома на одной из улочек Русе он увидел выцветшие буквы: ЧЕРНЯЕВ. Так, в 1949 году в Русе родился поэт с псевдонимом Христо Черняев, а в софийской газете «Ведрина» его первое стихотворение было подписано этим литературным именем, которое и осталось за ним.
Христо Черняев — автор более тридцати поэтических книг и сборников эссеистики: «Лирика», «Не умирающая жизнь», «Далекие вокзалы», «Серебряные рассветы», «Гергевский дождь», «На берегу Янтры», «Старопланистские дни», «Побережье», «Порадуемся лету», «Песочный перстень», «Голодные стихи», «Костер», «Вершинами и тропами», «Апостолы болгарского духа» и других.
Окончил школу офицеров запаса в Велико-Тырново, служил в армии строевым офицером и военным журналистом.
Работал заведующим отделом поэзии в литературных журналах «Пульс» и «Пламень», сотрудничал на Национальном радио Болгарии, был главным редактором редакции болгарской литературы.
Произведения Христо Черняева переведены на английский, арабский, испанский, русский, французский, хинди и другие языки.
Член Союза болгарских писателей.
Лауреат Международной литературной премии им. П. Кулиша (2015). Кавалер ордена «Святых Кирилла и Мефодия» и лауреат Большой литературной премии «Варна», Почётный гражданин города Борово.
Прощание прошло 14 января 2021 года в Церкви Святых Седьмочисленников